# Houdini (Dua-Lipa-Lied)
Houdini ist ein Lied der britisch-albanischen Popsängerin Dua Lipa. Es wurde am 9. November 2023 über Warner Records als Lead-Single von Lipas drittem Studioalbum Radical Optimism (2024) veröffentlicht.

## Hintergrund
Lipa schrieb das Lied gemeinsam mit Caroline Ailin, Danny Harle, Tobias Jesso Jr. und Kevin Parker. Harle und Parker zeichneten zudem für die Produktion verantwortlich. Im Jahr 2023 kündigte Lipa an, dass ihr kommendes drittes Studioalbum irgendwann im Jahr 2024 erscheinen würde. Sie teilte mit, dass sie sich durch die Zusammenarbeit mit Kevin Parker von Tame Impala, der sich des Psychedelic-Sounds der 1970er-Jahre verschrieben habe, eine Abwechslung zum Disco-Sound von Future Nostalgia (2020) erhoffe. Houdini begann als von Parker im oder vor November 2022 produziertes Demo. Nachdem sie einen Ausschnitt des Titels gehört hatte, begann Lipa mit Caroline Ailin, den Text zu schreiben, bevor sie ihn im Januar 2023 mit Parker fertigstellte. Ailin, Lipa, Parker, Danny L Harle und Tobias Jesso Jr. teilen sich alle die Autorenschaft für das Lied.
Lipa veröffentlichte am 31. Oktober 2023 einen Teaser des Liedes in ihren sozialen Medien und deutete in dem Beitrag auf den Liedtitel hin. Eine ebenfalls veröffentlichte Zahlenkombination ergab den Titel „Houdini“, nach dem Entfesselungskünstler Harry Houdini. Fans von Lipa zogen auch Parallelen zum gleichnamigen Lied der englischen Sängerin Kate Bush aus dem Jahr 1982, die sich auch auf Houdini bezieht, indem sie auf dem Cover ihres Albums The Dreaming (1982) einen Schlüssel im Mund präsentiert, wie es auch Dua Lipa als Ankündigung in getan hatte. Am darauffolgenden Tag gab sie bekannt, dass der Song am 9. November 2023 erscheinen würde und stellte ihn über ihre Website und verschiedene Streaming-Dienste zur Vorbestellung bereit.

## Kommerzieller Erfolg

### Chartplatzierungen
Houdini avancierte unter anderem in Belgien, sowohl in Flandern als auch Wallonien, zum Nummer-eins-Hit. Darüber hinaus avancierte es zum Top-10-Hit im Vereinigten Königreich (Rang 2), in der Schweiz (Rang 3), Australien und Frankreich (je Rang 7) und Deutschland (Rang 9). In den US-amerikanischen Billboard Hot 100 belegte es Rang elf, stand jedoch 17 Wochen lang an der Spitze der Dance/Electronic Songs.
| ChartsChartplatzierungen       | Höchstplatzierung | Wochen |
| ------------------------------ | ----------------- | ------ |
| Deutschland (GfK)              | 9 (40 Wo.)        | 40     |
| Österreich (Ö3)                | 14 (21 Wo.)       | 21     |
| Schweiz (IFPI)                 | 3 (31 Wo.)        | 31     |
| Vereinigte Staaten (Billboard) | 11 (23 Wo.)       | 23     |
| Vereinigtes Königreich (OCC)   | 2 (35 Wo.)        | 35     |

| ChartsJahrescharts (2024)      | Platzierung |
| ------------------------------ | ----------- |
| Deutschland (GfK)              | 35          |
| Österreich (Ö3)                | 73          |
| Schweiz (IFPI)                 | 59          |
| Vereinigte Staaten (Billboard) | 43          |
| Vereinigtes Königreich (OCC)   | 41          |

### Auszeichnungen für Musikverkäufe
| Land/Region                  | Auszeichnungen für Musikverkäufe (Land/Region, Auszeichnung, Verkäufe) | Verkäufe  |
| ---------------------------- | ---------------------------------------------------------------------- | --------- |
| Australien (ARIA)            | 2× Platin                                                              | 140.000   |
| Belgien (BRMA)               | Platin                                                                 | 40.000    |
| Dänemark (IFPI)              | Platin                                                                 | 90.000    |
| Deutschland (BVMI)           | Gold                                                                   | 300.000   |
| Frankreich (SNEP)            | Diamant                                                                | 333.333   |
| Italien (FIMI)               | Platin                                                                 | 100.000   |
| Kanada (MC)                  | 3× Platin                                                              | 240.000   |
| Österreich (IFPI)            | Gold                                                                   | 15.000    |
| Polen (ZPAV)                 | 3× Platin                                                              | 150.000   |
| Portugal (AFP)               | 2× Platin                                                              | 20.000    |
| Schweiz (IFPI)               | Platin                                                                 | 30.000    |
| Spanien (Promusicae)         | Platin                                                                 | 60.000    |
| Vereinigtes Königreich (BPI) | Platin                                                                 | 600.000   |
| Insgesamt                    | 2× Gold · 16× Platin · 1× Diamant ·                                    | 2.118.333 |

Hauptartikel: Dua Lipa/Auszeichnungen für Musikverkäufe